# Album al numero uno negli Stati Uniti nel 1945
Di seguito è proposta la lista degli album al numero uno nella Billboard Selling-Popular Record Albums nel 1945. Billboard ha pubblicato la prima classifica degli album più popolari negli Stati Uniti a partire dal 24 marzo 1945, tramite una classifica allora nota come Billboard Selling-Popular Record Albums. La classifica era composta da 10 posizioni che venivano stilate in base ai dati raccolti da più di 200 rivenditori.
L'omonimo album The King Cole Trio del trio The King Cole Trio fu il primissimo album a raggiungere la prima posizione della classifica.

## BillboardSelling-Popular Record Albums
| Data         | Album                        | Artista                      | Tot. sett. #1 | Fonti  |
| ------------ | ---------------------------- | ---------------------------- | ------------- | ------ |
| 24 marzo     | The King Cole Trio           | The King Cole Trio           | 12            | [ 2 ]  |
| 31 marzo     | The King Cole Trio           | The King Cole Trio           | 12            | [ 5 ]  |
| 7 aprile     | The King Cole Trio           | The King Cole Trio           | 12            | [ 6 ]  |
| 14 aprile    | Song of Norway               | AA.VV                        | 2             | [ 7 ]  |
| 21 aprile    | The King Cole Trio           | The King Cole Trio           | 12            | [ 8 ]  |
| 28 aprile    | The King Cole Trio           | The King Cole Trio           | 12            | [ 9 ]  |
| 5 maggio     | Song of Norway               | AA.VV                        | 2             | [ 10 ] |
| 12 maggio    | Glenn Miller                 | Glenn Miller & His Orchestra | 16            | [ 11 ] |
| 19 maggio    | Glenn Miller                 | Glenn Miller & His Orchestra | 16            | [ 12 ] |
| 19 maggio    | The King Cole Trio           | The King Cole Trio           | 12            | [ 12 ] |
| 26 maggio    | The King Cole Trio           | The King Cole Trio           | 12            | [ 13 ] |
| 2 giugno     | The King Cole Trio           | The King Cole Trio           | 12            | [ 14 ] |
| 9 giugno     | The King Cole Trio           | The King Cole Trio           | 12            | [ 15 ] |
| 16 giugno    | The King Cole Trio           | The King Cole Trio           | 12            | [ 16 ] |
| 23 giugno    | The King Cole Trio           | The King Cole Trio           | 12            | [ 17 ] |
| 30 giugno    | Glenn Miller                 | Glenn Miller & His Orchestra | 16            | [ 18 ] |
| 7 luglio     | Glenn Miller                 | Glenn Miller & His Orchestra | 16            | [ 19 ] |
| 14 luglio    | Glenn Miller                 | Glenn Miller & His Orchestra | 16            | [ 20 ] |
| 21 luglio    | Glenn Miller                 | Glenn Miller & His Orchestra | 16            | [ 21 ] |
| 28 luglio    | Glenn Miller                 | Glenn Miller & His Orchestra | 16            | [ 22 ] |
| 4 agosto     | The King Cole Trio           | The King Cole Trio           | 12            | [ 23 ] |
| 11 agosto    | Glenn Miller                 | Glenn Miller & His Orchestra | 16            | [ 24 ] |
| 11 agosto    | Carousel                     | AA.VV                        | 6             | [ 24 ] |
| 18 agosto    | Carousel                     | AA.VV                        | 6             | [ 25 ] |
| 25 agosto    | Carousel                     | AA.VV                        | 6             | [ 26 ] |
| 1º settembre | Carousel                     | AA.VV                        | 6             | [ 27 ] |
| 8 settembre  | Carousel                     | AA.VV                        | 6             | [ 28 ] |
| 15 settembre | Carousel                     | AA.VV                        | 6             | [ 29 ] |
| 15 settembre | Boogie Woogie                | Freddie Slack                | 6             | [ 29 ] |
| 22 settembre | Boogie Woogie                | Freddie Slack                | 6             | [ 30 ] |
| 29 settembre | Boogie Woogie                | Freddie Slack                | 6             | [ 31 ] |
| 6 ottobre    | Boogie Woogie                | Freddie Slack                | 6             | [ 32 ] |
| 13 ottobre   | Boogie Woogie                | Freddie Slack                | 6             | [ 33 ] |
| 20 ottobre   | Selections from Going My Way | Bing Crosby                  | 6             | [ 34 ] |
| 27 ottobre   | Selections from Going My Way | Bing Crosby                  | 6             | [ 35 ] |
| 3 novembre   | Selections from Going My Way | Bing Crosby                  | 6             | [ 36 ] |
| 10 novembre  | Selections from Going My Way | Bing Crosby                  | 6             | [ 37 ] |
| 17 novembre  | Selections from Going My Way | Bing Crosby                  | 6             | [ 38 ] |
| 24 novembre  | Selections from Going My Way | Bing Crosby                  | 6             | [ 39 ] |
| 1º dicembre  | On the Moon-Beam             | Vaughn Monroe                | 6             | [ 40 ] |
| 8 dicembre   | Merry Christmas              | Bing Crosby                  | 39            | [ 41 ] |
| 15 dicembre  | Merry Christmas              | Bing Crosby                  | 39            | [ 42 ] |
| 22 dicembre  | Merry Christmas              | Bing Crosby                  | 39            | [ 43 ] |
| 29 dicembre  | Merry Christmas              | Bing Crosby                  | 39            | [ 44 ] |

Note:
1. 1 2 3  Ha raggiunto il numero uno anche nel 1946 e nel 1947.
2. 1 2  Più album hanno raggiunto la prima posizione nella settimana di pubblicazione del 19 maggio 1945.
3. 1 2  Più album hanno raggiunto la prima posizione nella settimana di pubblicazione dell'11 agosto 1945.
4. 1 2  Più album hanno raggiunto la prima posizione nella pubblicazione del 15 settembre 1945.
5. ↑  Ha raggiunto il numero uno anche nel 1946.
6. ↑  Ha raggiunto il numero uno tutti gli anni dal 1945 al 1951 e nel 1958.